# Med verden imellem os
|  | Denne artikel er oprettet af botten Steenthbot ud fra en ekstern database. Den kan derfor have sproglige fejl eller mangler. Denne skabelon kan fjernes efter kontrol af indholdet. |

Med verden imellem os er en dansk dokumentarfilm fra 2014 instrueret af Nitesh Anjaan.

## Handling
Nitesh' far har taget en beslutning. Den vil forandre ikke blot resten af hans eget liv, men også hans børns - for altid. Han vil opgive sin danske opholdstilladelse og flytte tilbage til Indien, hvorfra han i sin tid kom til Danmark. Og når det først er gjort, kan han ikke ombestemme sig. Som filmen skrider frem afdækkes et stadig mere sammensat og dramatisk billede af et liv, der ikke gik efter planen. Fra han ankom til Danmark som ung Bob Marley-fan med langt hår (og måtte låse sig inde af sorg, da idolet døde på hans 18-års fødselsdag), til tingene begyndte at løbe af sporet for ham, oprulles en meget menneskelig historie om dyb spilafhængighed, migration og de skrøbelige, men ikke desto mindre stærke bånd imellem far og søn.

## Medvirkende
- Sukhdev Singh Parwana
- Nitesh Anjaan
- Shubhdeep Singh Parwana